# Amatitlán (Guatemala)
Aquest article correspon al municipi de Amatitlán a Guatemala; per al departament homònim vegeu Departament d'Amatitlán 
 
El municipi d'Amatitlán es localitza a 27 quilòmetres al sud de la Ciutat de Guatemala amb una altitud d'aproximadament 1.188 metres sobre el nivell del mar.
Compta amb diverses de vies d'accés asfaltades, la principal d'elles, és la carretera CA-9 o autopista al Pacífic, que connecta amb la Ciutat Capital i municipis veïns com a Vila Nova, Vila Canales, San Miguel Petapa, Mixco (al departament de Guatemala), Sant Vicent Pacaya, Palín i Escuintla (al departament d'Escuintla).
Prenent en compte els censos poblacionals a partir de 1950, i d'acord amb les dades presentades pel Centre d'Estudis Urbans i Regionals (CEUR) de la Universitat de Sant Carlos de Guatemala al febrer de 2007, el cronista Oscar Fajardo Gil va dur a terme un estudi recent que estima la població d'Amatitlán l'any 2010: 100.456 a l'àrea urbana i 20.595 a l'àrea rural. Aquestes xifres, calculades tècnicament en els seus mínims, situarien la població actual del municipi d'Amatitlán, Guatemala, en 121.051 habitants.
Per Decret Legislatiu del 28 d'agost de 1835, Amatitlán té la categoria administrativa i històrica de Ciutat (OFG). És considerada com a ciutat dormitori, perquè més del cinquanta per cent dels seus habitants treballa a la Ciutat de Guatemala i altres localitats properes, no obstant això, existeixen moltes indústries que des de la dècada de 1960 es van instal·lar en el municipi: Casimires de Amatitlán (Novatex), IMCA Tappan, Jardines Mil Flores, pintures Fuller, eines Collins, i transnacionals com Bayer i Ciments Tolteca entre les més importants.

## Toponímia
Encara que existeixen diverses interpretacions etimològiques, totes elles coincideixen en l'arrel náhuatl generadora «amatl», vocable que segons el J. Guillermo Salazar, en els seus articles sobre el Señorio del Indio, és una veu nahoa que significa «paper».
| Tipus     | Noms                                                                                     |
| --------- | ---------------------------------------------------------------------------------------- |
| Serra     | Monterrico                                                                               |
| Muntanyes | Limón, Santa María, El Filón, La Cerra, La Mujer Dormida, Mal Paso, Silla de los Órganos |
| Turons    | El Morlón, Cardona, La Mariposa, El Limón, Corado, La Pipa, Palencia y Hoja de Queso     |

### Hidrografia: el Llac d'Amatitlán

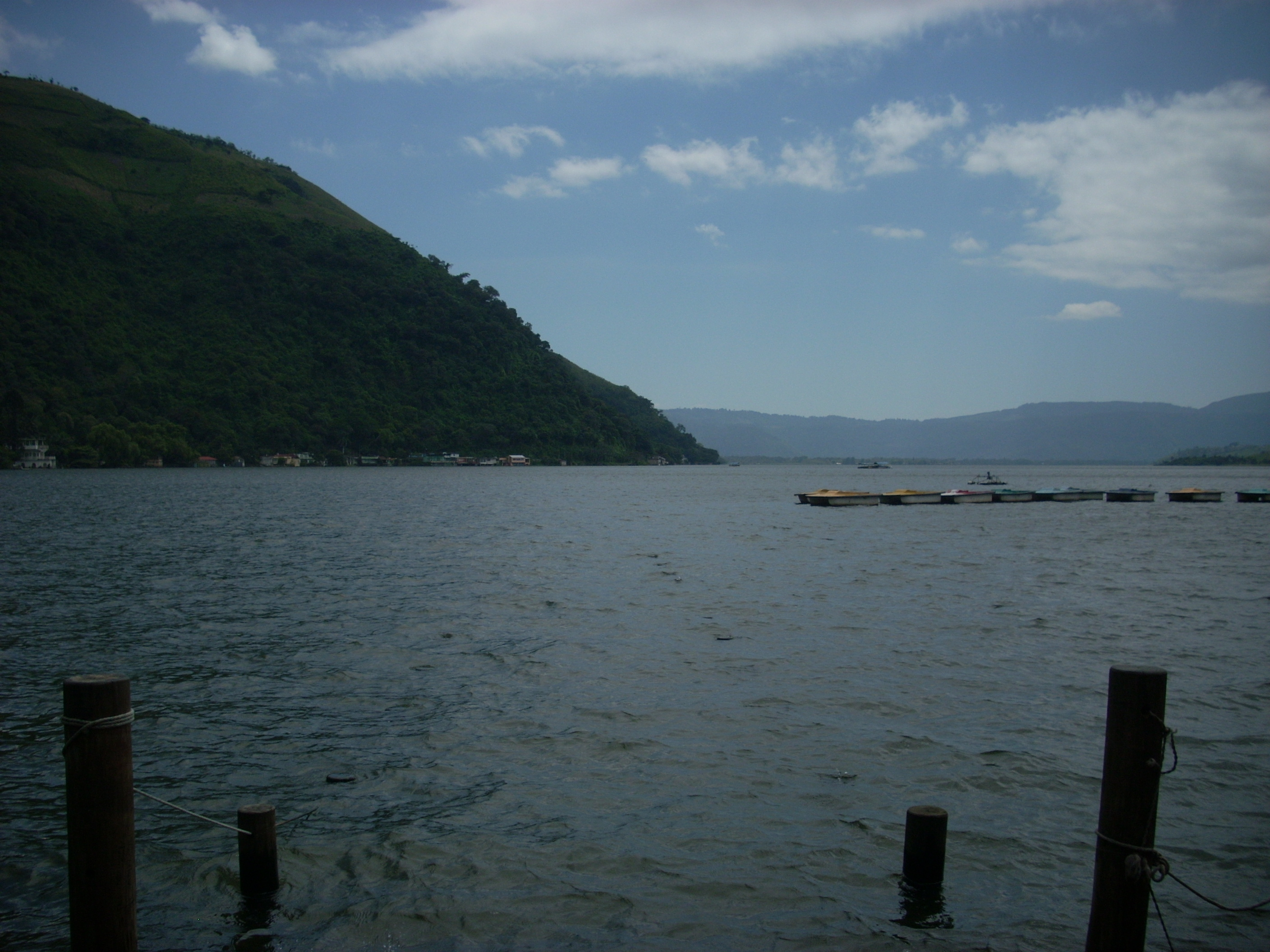
Llac d'Amatitlan

Fa més de 40 mil anys, com a producte de moviments sísmics i erupcions dels volcans que envolten la vall d'Amatitlán, es va formar una gran cavitat i, dins d'ella, un impressionant llac que mesurava més de 40 quilòmetres quadrats d'extensió. L'erosió que durant milers d'anys va ocasionar el córrer de les aigües, més l'efecte dels moviments sísmics, van reduir el llac que avui coneixem a una extensió de 15 quilòmetres quadrats.

## Història
Amatitlán era un important assentament poqomam que formava part d'una extensa regió amb Palín i Los Petapas. Cap a 1520-25, quan va ocórrer la conquesta del territori guatemalenc pels espanyols comandats pel capità Pedro de Alvarado, el principal centre poqomam se situava en l'actual Chinautla, 12 quilòmetres al nord de l'actual capital. Després de la victòria espanyola, la majoria de poqomames van ser traslladats a un lloc anomenat Santo Domingo de Mixco, 17 quilòmetres a l'occident de l'actual centre de la capital.
Segons el cronista espanyol Fuentes i Guzmán: Pampichí o Pampichín (a prop o dins de les flors) estava situat al peu de la muntanya sobre la ribera meridional del llac. Resulta ser que el primitiu i original poble dels indis d'Amatitlán va sofrir dues translacions, la primera cap a Tzacualpa i la segona cap a la vall on es troba actualment.
El segon seient d'Amatitlán a mitjan segle xvii, després d'haver estat a Pampichín, va passar a Zacualpa o Tzacualpa. Aquest paratge pot identificar-se amb tota precisió com l'actual jaciment arqueològic d'Amatitlán, al sud de la desembocadura del llac d'Amatitlán que és l'origen del riu Michatoya, a l'oest del Morlón, al nord del pont La Gloria que antigament es deia del Molino, i al costat est de l'actual ciutat capçalera, a uns 1,240 metres SNM. Es pot esmentar que la planícia en el seu cim s'estima suficient per haver donat cabuda a la població que es calcula va tenir.
Remesal, en el llibre 11 capítol IV de la seva història, diu que el President Cerrato va fer donació de la llacuna d'Amatitlán als pares de Santo Domingo, i que va ser fra Jerónimo (o fra Diego) Martínez qui va passar el poble on està ara, al costat d'uns altres de la comarca. Es considera el 24 de juny de 1549 com la data de fundació de San Juan Amatitlán, quan era President don Alonzo López de Cerrato. Segons Ernesto Chinchilla Aguilar, el fundador d'Amatitlán va ser Fra Diego Martínez. Per la seva banda, l'historiador Guillermo Zúñiga Diéguez coincideix en la data encara que assenyala que l'encarregat del trasllat del poblat on s'assenta actualment va estar a càrrec de Fra Jerónimo Martínez.
En la Institució Smithsoniana de Washington, DC, es troba l'original del Llibre de Comptes del Poble de San Juan Amatitlán, portat simultàniament en dos idiomes indígenes, poqomam i pipil, així com en espanyol, signat per Francisco, Ajtzib, racun Don Juan Ajval, o sigui Francisco, escrivent o secretari del cacic, o senyor de vassalls Don Juan. Les dates que registra el "Llibre de Comptes" estan compreses entre els anys de 1559 a 1562; és a dir, quan la població ja reduïda tindria una escassa dècada de desenvolupament. Subministra valuoses dades sobre el sistema llavors vigent dels tributs, càstigs pecuniaris i despeses de la comunitat.

### Mort del coronel Francisco Javier Arana

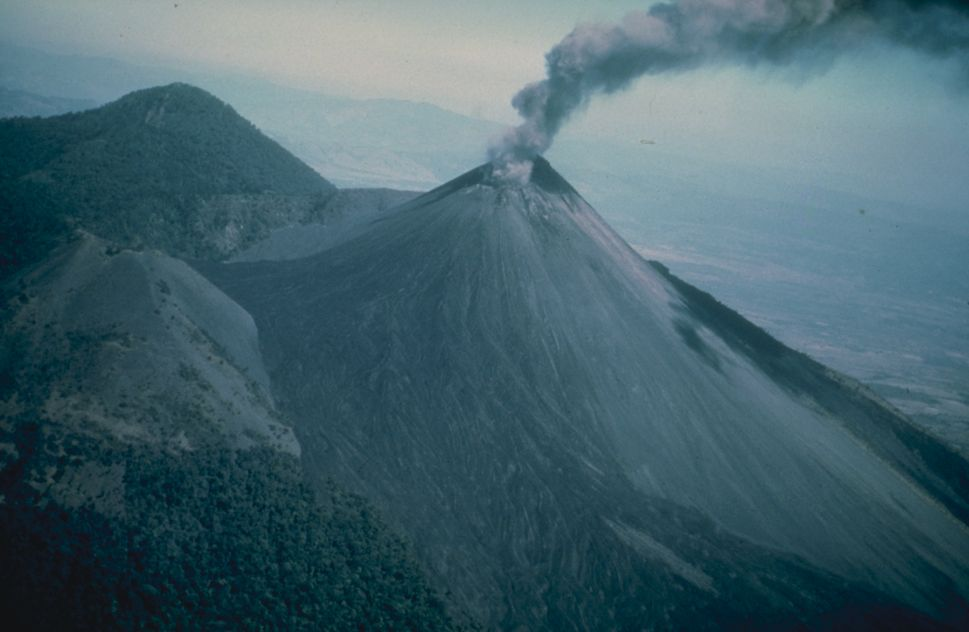
Volcà de Pacaya en Erupció en 1976.

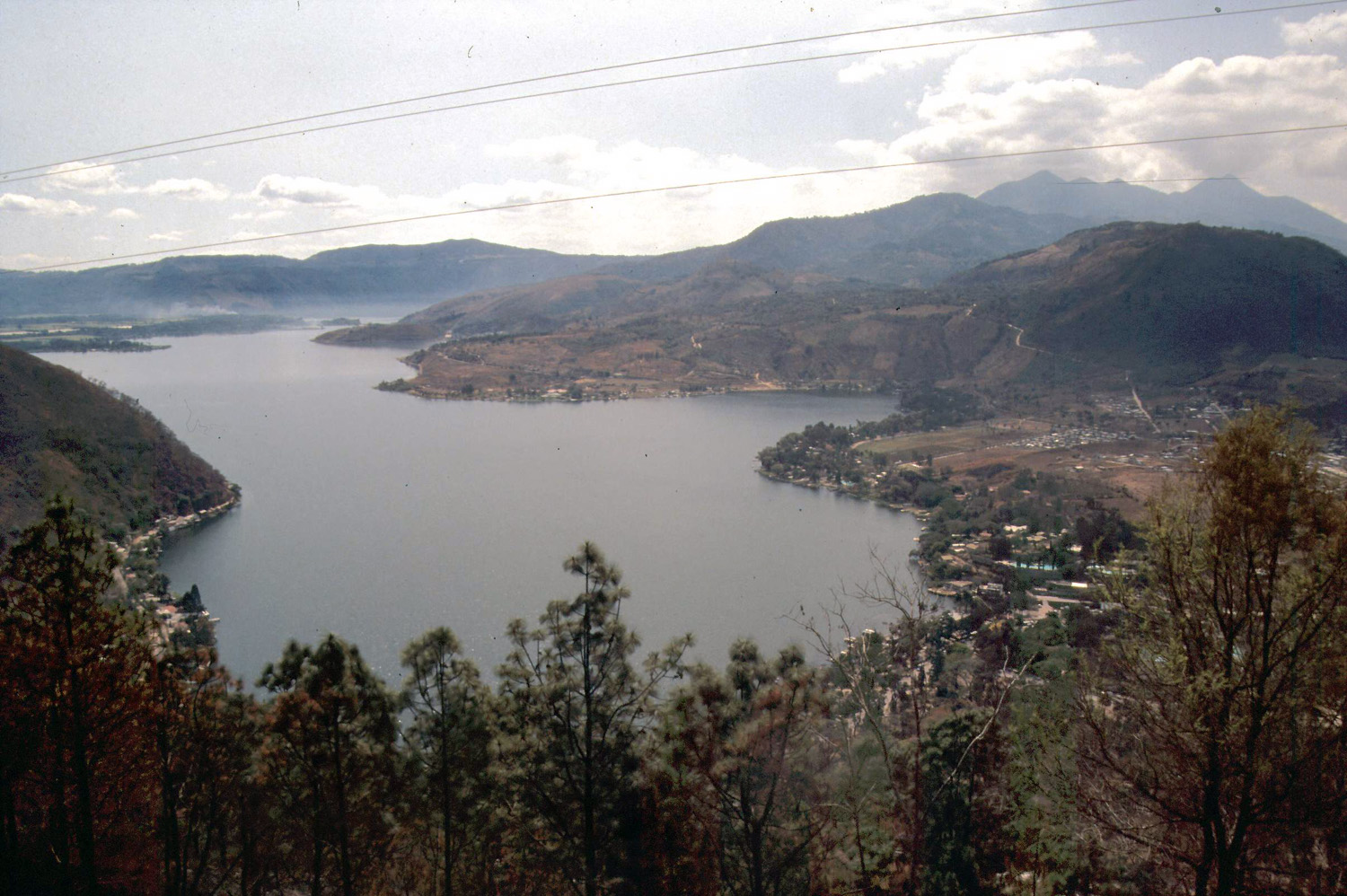
Vista del Llac de Amatitlán des de la muntanya coneguda com El Filon.

La mort del tinent coronel Francisco Javier Arana és de crítica importància en la història del país, perquè va ser un esdeveniment cabdal en la història de la revolució guatemalenca: la seva mort no només va obrir les portes a l'elecció del coronel Jacobo Árbenz Guzmán com a president de la república en 1950 sinó que també va provocar una aguda crisi al govern del doctor Arévalo Bermejo, qui es va veure enfrontat contra un exèrcit que havia estat fidel al major Arana, i a grups civils de dreta que van aprofitar l'ocasió per protestar fortament contra el seu govern.
El 15 de juliol de 1949, el coronel Francisco Javier Arana, cap de les Forces Armades de Guatemala va presentar un ultimàtum al president Juan José Arévalo dient-li que per poder acabar el seu període presidencial, hauria de destituir als seus ministres i substituir-los per afins del militar. Segur del seu triomf, va donar fins a les 10:00 pm del 18 de juliol perquè es vencés el termini.[25] El dilluns 18 de juliol al matí, Arana es va presentar en el palau presidencial i li va dir a Arévalo en to insolent i sarcàstic que anava al Morlón, la residència presidencial a la vora del llac d'Amatitlán, per confiscar un lot d'armes que Arévalo havia amagat allí després que les autoritats mexicanes les confisquessin a un grup d'exiliats dominicans a qui el govern guatemalenc les hi havia regalat per enderrocar a Rafael Leónidas Trujillo. Les armes havien estat sostretes de la base militar del Puerto de San José i ara anava a confiscar-les en la residència presidencial. L'historiador Piero Gleijeses considera que la visita d'Arana a Arévalo va ser «la d'un home impulsiu la paciència del qual estava esgotada i que va ser al palau per presumir del seu poder i per atabalar l'humiliat president al fet que complís amb el seu ultimàtum ràpidament». Però en lloc d'acoquinar a Arévalo, l'única cosa que va aconseguir va ser que aquest sabés on anava a trobar-se i engegués el pla per treure-ho a l'exili; hàbilment, Arévalo li va suggerir que es portés al coronel Felipe Antonio Girón -cap de la guàrdia presidencial- el que va confirmar a Arana del seu aparent triomf i que Arévalo i Árbenz mai se li enfrontarien.
Arévalo va cridar a Árbenz perquè es fes càrrec de la situació, i aquest va enviar a diversos homes armats, els qui van sortir des de la capital en dos carros i anaven sota les ordres del cap de la policia, tinent coronel Enrique Blanco i pel diputador del PAR Alfonso Martínez, un oficial retirat i amic d'Árbenz. Quan Arana tornava i va arribar al pont de la Glòria en Amatitlán, un Dodge gris estava parat allí obstruint-li el pas. Després d'un curt tiroteig van quedar tres morts: Arana, el seu assistent el major Absalón Peralta i el tinent coronel Blanco. Els testimonis presencials mai van confirmar com va ser el detonant dels trets i si la intenció havia estat capturar a Arana com estava previst.
En conèixer-se la notícia de la seva mort, la Guàrdia d'Honor —caserna lleial al coronel Arana— es va alçar en armes i es van iniciar els combats i la ciutat, però finalment el govern va prendre el control a causa del decisiu lideratge de Árbenz i al fet que els alçats no comptaven amb un cabdill que els dirigís.